# Monte Nerone
Il Monte Nerone è una montagna delle Marche appartenente alla catena appenninica umbro-marchigiana, situata nei comuni di Apecchio, Cagli e Piobbico, in provincia di Pesaro e Urbino, che raggiunge la quota di 1525 m s.l.m. con un dislivello di 1200 m dal fondovalle. 
Posto poco più a nord del gruppo del Monte Catria che insieme danno il nome alla Comunità Montana del Catria e Nerone, mentre a nord comincia il territorio coperto dall'Appennino Tosco-Romagnolo con il Monte Carpegna, alle pendici sono situati i paesi e la sommità offre una varietà di vegetazione, paesaggio, ampio ed interessante. 
Sulla cima si possono trovare due rifugi per il ristoro e degli impianti di risalita con la vetta che è presidiata da strutture di telecomunicazioni della Rai e del Ministero della Difesa, mentre dalle pendici nasce il Fosso del Presale.

## Etimologia
L'origine del nome è incerta: si narra che il console Gaio Claudio Nerone nella battaglia del Metauro contro i cartaginesi di Asdrubale Barca inseguì i Galli fino alla vetta della montagna, da cui il nome. 
Un'altra leggenda vuole che un certo Domizio Nerone si ritirò nelle grotte del monte per paura della vendetta di Giove che aveva minacciato di ucciderlo con un fulmine. Un giorno di sole si spinse sui prati e apparì una nuvola, dalla quale Giove scagliò il fulmine uccidendolo. A parte la leggenda, probabilmente il nome Nerone è dato dal aspetto del monte, spesso con la vetta coperta di nere nubi.
Alcune storici fanno risalire la proprietà del monte alla Nobile Famiglia Negroni di Urbino, i quali ne persero il possesso per una cessione poco chiara alla Chiesa cattolica.

## Storia

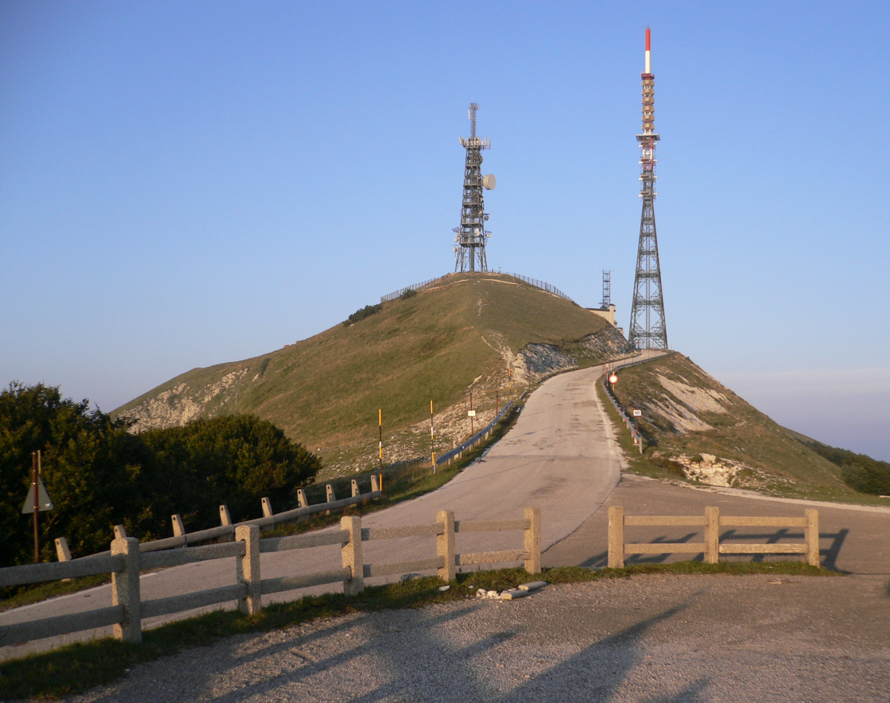
Impianto di trasmissione situato sulla sommità del monte

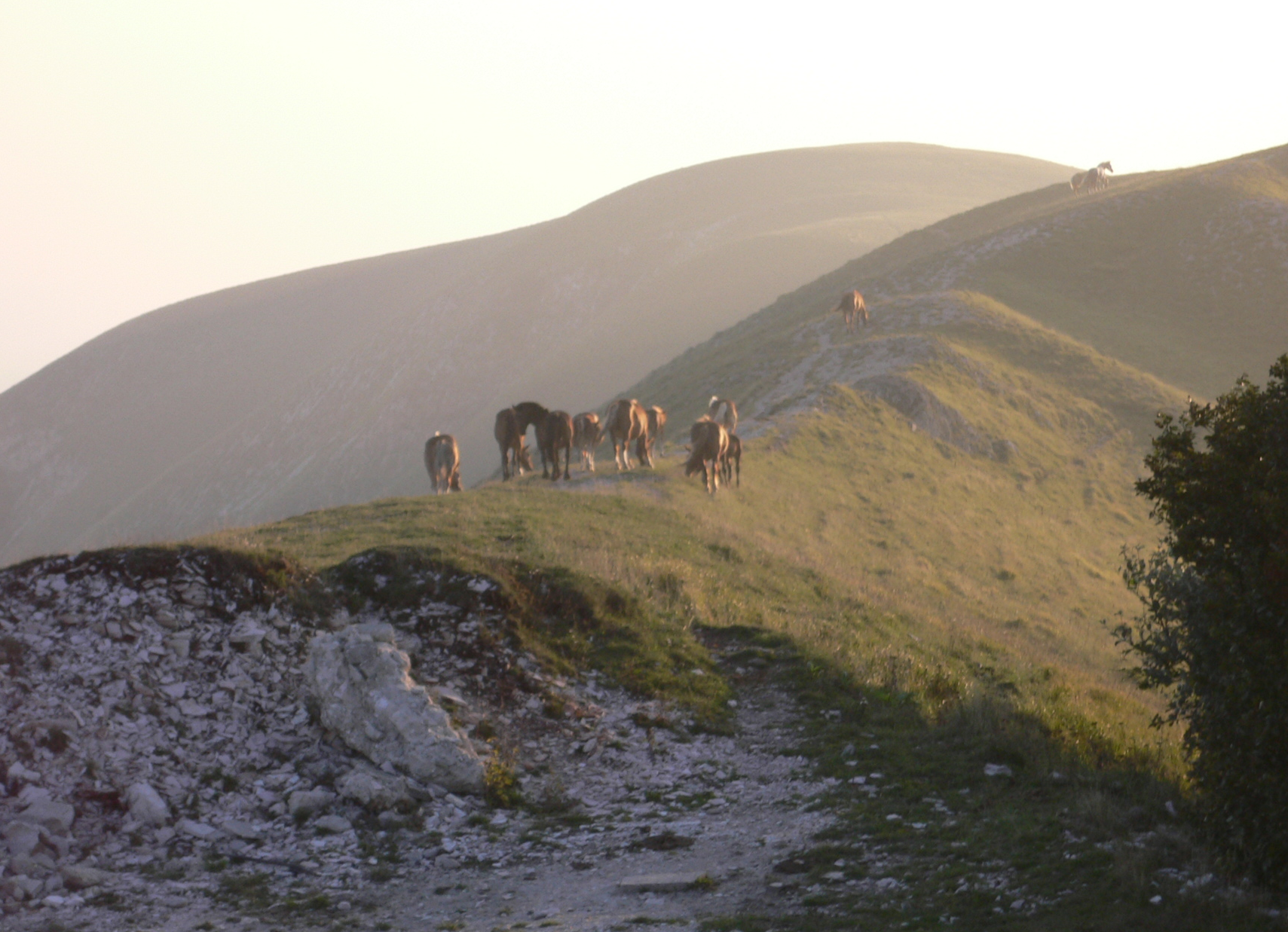
Cavalli al pascolo

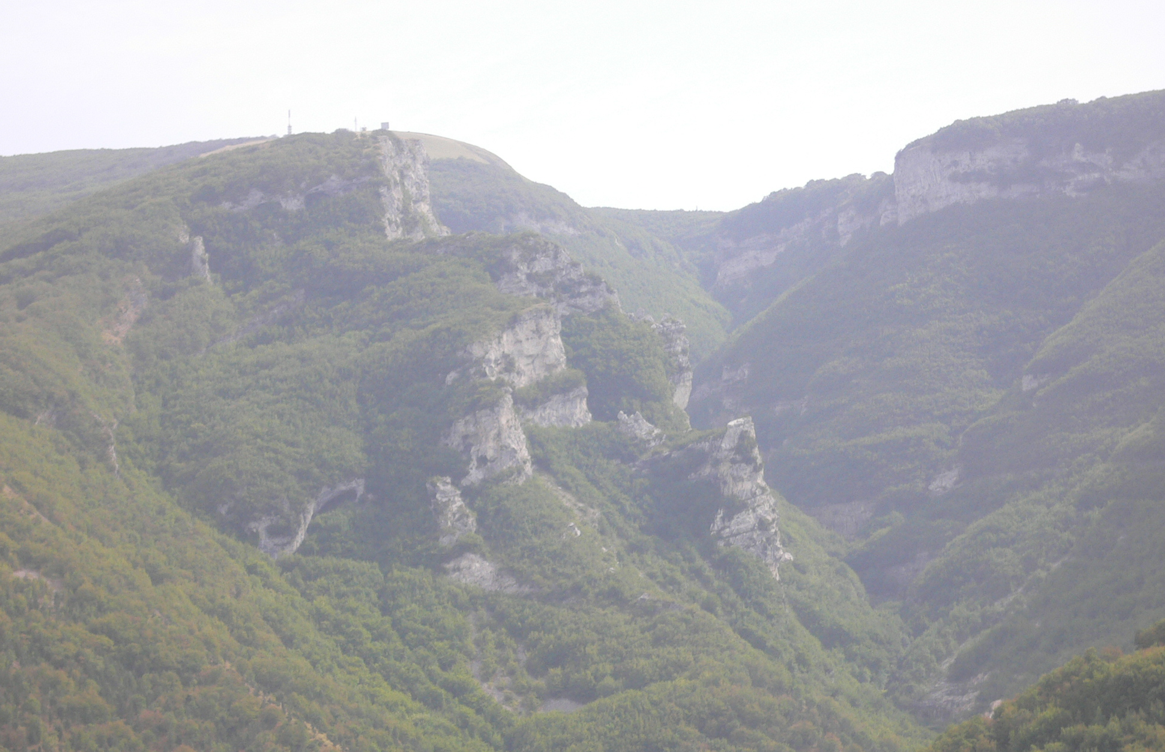
Orrido dell'infernaccio, vista da Piobbico

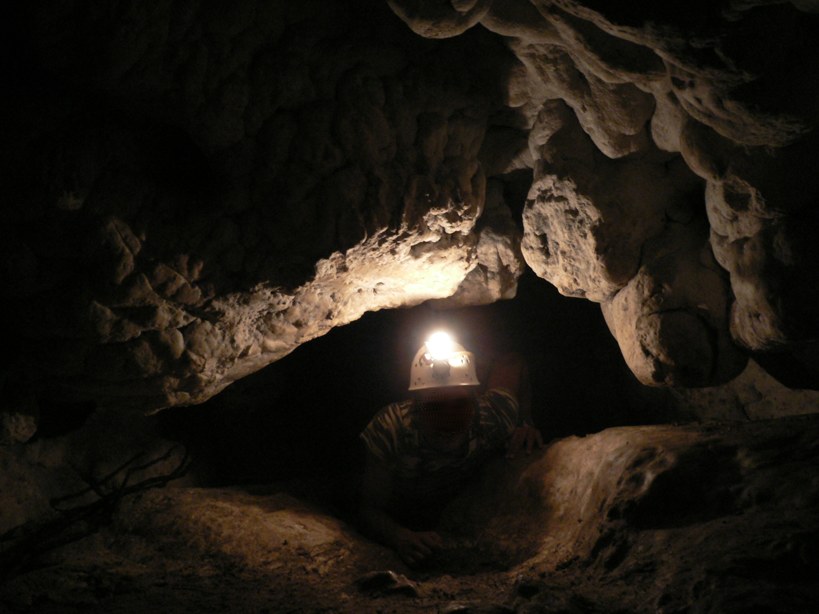
Passaggio nella grotta della Moneta

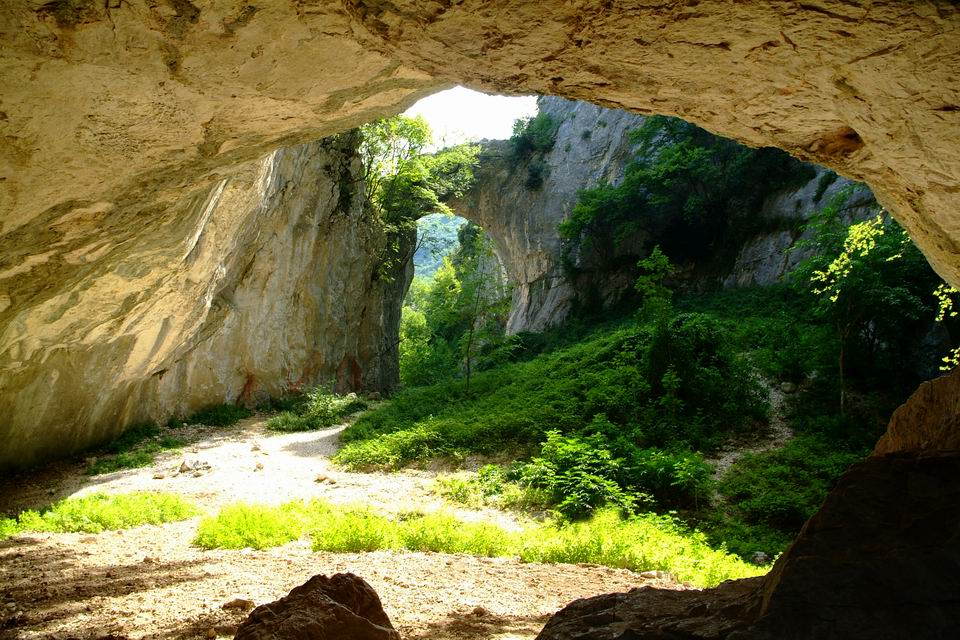
Arco di Fondarca

I primi insediamenti di cui rimangono testimonianze vengono dal tardo neolitico (VI secolo a.C.), grazie ai ritrovamenti di sepolcreti e oggetti di uso domestico. Anche se i recenti scavi archeologici dell'Università della Tuscia, condotti presso la grotta delle Nottole, presso Fondarca nel comune di Pieia, hanno riscontrato una frequentazione in grotta già fra il 2300 e il 1200 a.C. quindi dall'età del Bronzo Antico fino a quella del Bronzo Recente, rendendo di fatto questa la più antica frequentazione da parte dell'uomo sul Monte Nerone.
A seguire le popolazioni italiche, gli Umbri, i Piceni, gli Etruschi, hanno lasciato la loro impronta come testimoniano i nomi dei luoghi circostanti. Un ritrovamento durante dei lavori, di una statuetta nera raffigurante Marte, conferma l'esistenza di un Loca sacra, un tempio a lui dedicato.
Il popolo romano ha anch'esso segnato il territorio: sono infatti emersi negli insediamenti a valle (come a Piobbico) tracce di pavimentazioni, così come delle condutture in piombo. Dall'ottavo secolo iniziarono a prendere piede i monasteri, con benedettini, camaldolesi, e luoghi di ritiro pure femminili. A seguire dopo il mille il potere passa alle famiglie signorili, che iniziano ad erigere fortilizi, castelli, torri, ancora oggi visibili, nei paesi sottostanti e sulle pendici della montagna.

## Ambiente

### Geologia
È un massiccio calcareo, con una significativa varietà di paesaggi; doline, forre, pareti verticali e splendide formazioni carsiche, sia ipogee che superficiali. Tutta l'area del Nerone è riconosciuta in ambito nazionale e internazionale di grande rilevanza geologica. Sui suoi versanti affiorano rocce calcaree, stratificate, di origine marina risalenti al Giurassico. Nel luogo vengono svolte indagini paleontologiche e stratigrafiche da parte di varie università del Centro Italia.
La montagna ha restituito molti fossili di animali estinti; tra questi gli ammoniti del Giurassico superiore, di cui alcuni caratteristici del luogo, ad esempio, i generi Simospiticeras e Hybopeltoceras del Titoniano, esemplari conservati nel Museo di Apecchio e pubblicati nel Bollettino della Società Paleontologica Italiana nel 1993 (Oloriz, Sarti & Tavera) e 1990 (Sarti & Venturi). Gli ammoniti per varietà e quantità non sono ancora esaurientemente studiati. La montagna è ricca di questi fossili, che sono stati raccolti ed esposti nei musei di Piobbico e Apecchio, già citato.

### Flora
Lungo le pendici sono presenti boschi e prati adibiti al pascolo, che mutano di tipologia salendo in quota. Si possono incontrare lecci, ornielli, carpini, faggi, sorbi, cerri, impreziositi nel sottobosco da ciclamini, orchidee, viole, gigli. All'occhio più attento appaiono nei boschi e nei prati i funghi, e con l'ausilio del cane si possono trovare pure tartufi.

### Fauna
Oggi parte del monte è oasi di protezione e quindi interdetta alla caccia, per salvaguardare il patrimonio faunistico. Tra i mammiferi è facile trovare cinghiali, daini, lepri, istrice, scoiattoli, talpe, ricci, volpi, faine, tassi ed è presente in maniera minore anche il lupo appenninico. Inoltre tra i volatili vi sono numerosissimi i passeriformi, i corvi, colombe, beccacce, picchio, cuculo, rondine, la più rara aquila, il falco, la poiana. Nella notte invece vivono pipistrelli, gufi, barbagianni, civetta; in acqua le salamandre, i rospi, le rane, nei fossi più ossigenati trote, gamberi, granchi. Infine i rettili ove attenzione richiede la vipera, invece nelle grotte si trova la fauna più delicata e singolare come i geotritoni e i numerosi ortotteri come il dolicopoda.

## Attività sportiva
Il monte offre spunto per molti sport:
- trekking, mountain bike, ciclismo ed equitazione lungo i tanti sentieri segnalati
- arrampicata o torrentismo sulle vie già armate
- Deltaplano e parapendio dalla sommità
- Speleologia nelle molte grotte note, ed ancora in esplorazione
- in inverno sci e snowboard presso il rifugio "Corsini": dotato di un moderno skilift con 7 piste
- snowpark per gli amanti dello snowboard e sport invernali

## Sport
La montagna è stata affrontata nel corso del Giro d'Italia 2009, e durante il Giro d' Italia Women 2025.